# Angelo Maria Dolci
Angelo Maria Dolci, né le 12 juillet 1867 à Civitella d'Agliano dans le Latium, Italie, et mort le 13 septembre 1939 à Civitella d'Agliano, est un cardinal italien du XXe siècle et un diplomate du Saint-Siège.

## Biographie
Angelo Maria Dolci est nommé évêque de Gubbio en 1900 et est consacré le 13 mai de la même année par Francesco Satolli avec comme co-consécrateurs Antonio Valbonesi et Rafael Merry del Val. En 1906, il est nommé délégué apostolique en Équateur (en), Bolivie (en) et Pérou (en) et promu archevêque titulaire de Nazianze. Mgr Dolci est transféré à l'archidiocèse d'Amalfi en 1911 et est nommé vicaire apostolique de Constantinople et titulaire de l'archidiocèse d'Hiérapolis-en-Syrie en 1914. Mgr Dolci est nommé nonce apostolique en Belgique (en) en 1922, mais ne prend jamais possession de cette nonciature et est transféré à la nonciature de Roumanie en 1923.
Le pape Pie XI le créé cardinal au consistoire du 13 mars 1933. Le cardinal Dolci participe au conclave de 1939, à l'issue duquel Pie XII est élu.

## Succession apostolique
La succession apostolique est:
- Archevêque Pedro Pascual Farfán (es) (1907)
- Archevêque Pedro García Naranjo (es) (1908)
- Évêque Nikolaos Charichiopoulos (ru) (1917)
- Évêque Giacinto Tonizza (de), O.F.M. (1919)
- Archevêque Pio Leonardo Navarra (es), O.F.M.Conv. (1921)
- Évêque Augustin Pacha (de) (1927)
- Évêque István Fiedler (de) (1930)
- Évêque Cristoforo Arduino Terzi, O.F.M. (1934)
- Évêque Camillo Vittorino Facchinetti (de), O.F.M. (1936)
- Archevêque Benigno Luciano Migliorini (fi), O.F.M. (1937)
- Archevêque Florido Ambrogio Acciari (fi), O.F.M. (1938)